# بول غيراغوسيان
بول غيراغوسيان (1926 - 1993) رسام فلسطيني. اشترك غيراغوسيان في أكثر من مئة معرض فني مشترك بين فلسطين والأردن ومصر والعراق والولايات المتحدة وروسيا والبرازيل واليابان وبريطانيا وإيطاليا. تميز غيراغوسيان برسومه الزيتية واعتمد الأشخاص في أكثر لوحاته بتشكلية كمما يراها، وتلاعب باللون بمهارة وسهولة. إنه مدرسة فنية قائمة بذاتها. توفي بول غيراغوسيان في بيروت عام 1993 ودفن فيها.

## نبذة
ولد بول غيراغوسيان في القدس بفلسطين ونزح مع أهله إلى بيروت. بدأ دراسته الفنية في القدس في معهد إيطالي حيث تعلم أصول الرسم. وثم تابع دراسته في إيطاليا وفرنسا والولايات المتحدة الاميركية. وكانت أهم محطة له في هذه المرحلة من حياته الفنية اشتراكه في «غالري كوفه» بلندن في بريطانيا خلال معرض للفنانين اللبنانيين المعاصرين، إذ برز في هذا المعرض الذي ضم عددا من أقرانه الفنانين اللبنانيين وكأنه الأقوى والأكثر تفوقاً.

## أعماله
1962: معارض فردية عديدة في باريس في غاليري موفيه
1965: معرض في غاليري غار تنهوس في ميونخ بألمانيا
1963: معرض في الغاليري الفني الدائم في فلورنسا
1963: معرض في غاليري كابرولا بميلانو بإيطاليا
1965: معرض في جمعية الفنانين بماربورغ بألمانيا
1967: معرض في في غاليري «أونفل دو فوبور» بباريس
1970: معرض في غاليري كوركوران بواشنطن العاصمة
198: معرض في مركز تكيان للثقافة في لوس أنجلوس
وسواها من المعارض الفردية في عمان والرياض والكويت ودمشق.
مُنح جوائز وتنويهات عديدة أهمها الجائزة الأولى من أكاديمية الفنون الجميلة بفلورنسا بإيطال عام 1956 والجائزة الأولى في المعرض الدولي في غاليري «لا بيرمانونتي» في روما عام 1957 والميدالية الذهبية خلال معرض «رسامي توسكانا» عام 1958 والجائزة الأولى في «باريس بينال» عام 959)، واختاره غاليري كوركوران في واشنطن العاصمة عام 1970 فنان السنة.

## وصلات خارجية
- رحيل غيراغوسيان